# Cheng Hsuan

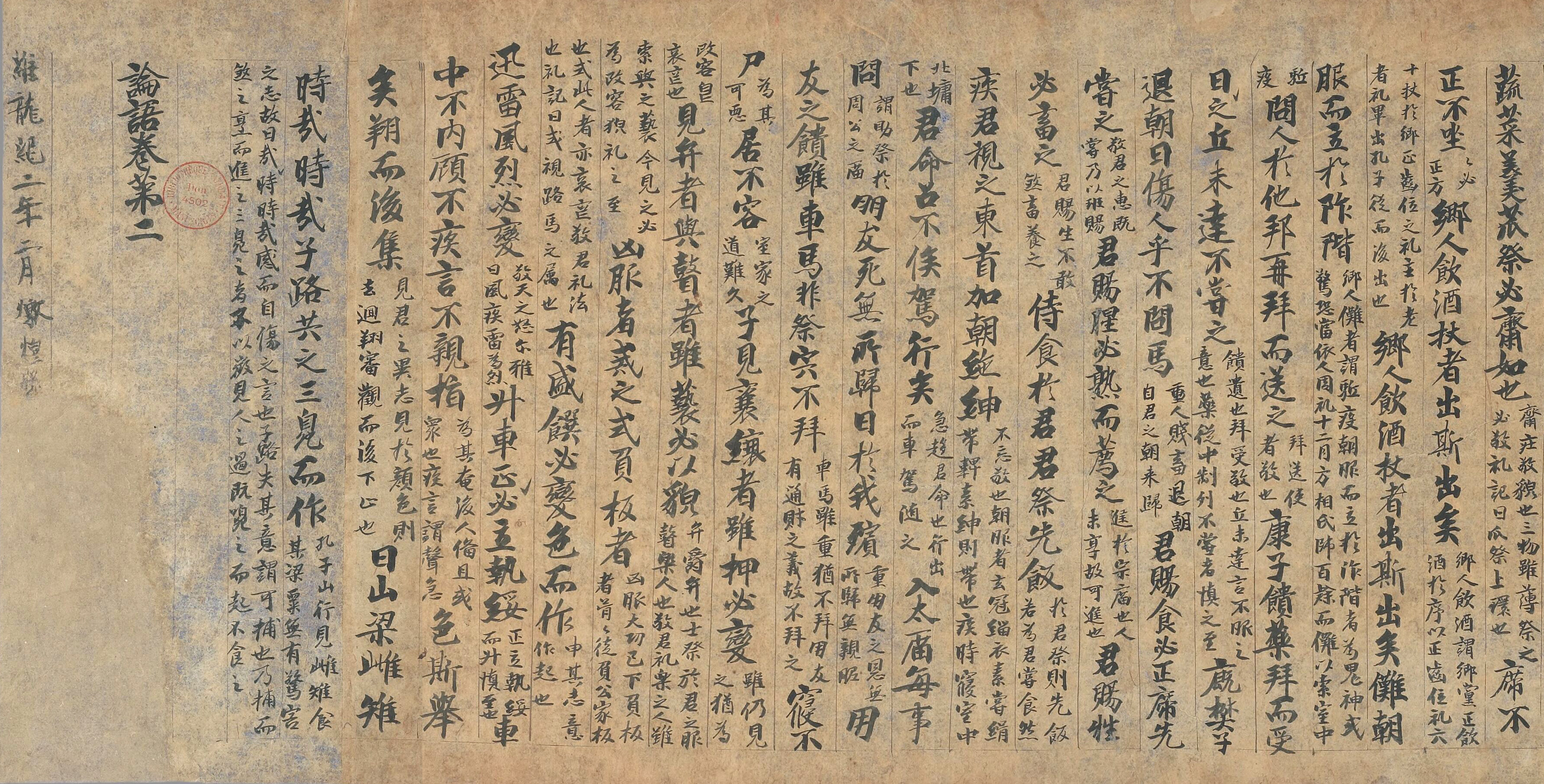
Fragmento del manuscrito de Lunyu, texto de Kong Anguo con comentarios de Zheng Xuan. Este manuscrito fragmentario se ha encontrado en las cuevas de Mogao. Está datado en la era Longji, año 2 (es decir, 890 d. C.), pero podría haber sido copiado a mediados del siglo VIII. Bibliothèque nationale de France

Zheng Xuan (también esta transcrito en Cheng Hsuan, 127-200), nombre de cortesía Kangcheng (康成), fue un comentarista influyente Chino y erudito confuciano de la Dinastía Han. Nació en la actual Gaomi, Shandong, fue un estudiante de Ma Rong, y compañero de Lu Zhi.